# Кульбаево-Марасинское сельское поселение
Кульбаево-Марасинское се́льское поселе́ние — муниципальное образование в Нурлатском районе Татарстана Российской Федерации.
Административный центр — село Кульбаево-Мараса.

## История
Статус и границы сельского поселения установлены Законом Республики Татарстан от 31 января 2005 года № 32-ЗРТ «Об установлении границ территорий и статусе муниципального образования "Нурлатский муниципальный район" и муниципальных образований в его составе».

## Население
| 2010 | 2011 | 2012 | 2013 | 2014 | 2015 | 2016 |
| ---- | ---- | ---- | ---- | ---- | ---- | ---- |
| 820  | ↘816 | ↘662 | ↗787 | ↘760 | ↘743 | ↘714 |
| 2017 | 2018 |      |      |      |      |      |
| →714 | ↘696 |      |      |      |      |      |

## Состав сельского поселения
| № | Населённый пункт        | Тип населённого пункта       | Население |
| - | ----------------------- | ---------------------------- | --------- |
| 1 | Кульбаево-Мараса        | село, административный центр |           |
| 2 | Курнали-Амзя            | деревня                      |           |
| 3 | Сельцо Кульбаево Мараса | деревня                      |           |